# Alpine Ski-Juniorenweltmeisterschaften 1995
Die 14. Alpinen Ski-Juniorenweltmeisterschaften fanden vom 16. bis 21. März 1995 im norwegischen Voss statt.

## Männer

### Abfahrt
| Platz | Land | Sportler           | Zeit (min) |
| ----- | ---- | ------------------ | ---------- |
| 1     | ITA  | Kurt Sulzenbacher  | 1:41,19    |
| 2     | AUT  | Norbert Holzknecht | 1:41,43    |
| 3     | ITA  | Paolo Lampredi     | 1:41,59    |
| 4     | USA  | Wisi Betschart     | 1:42,04    |
| 5     | AUT  | Christoph Gruber   | 1:42,37    |
| 6     | AUT  | Christian Reiter   | 1:42,46    |

Datum: 16. März

### Super-G
Nicht ausgetragen.

### Riesenslalom
| Platz | Land | Sportler         | Zeit (min) |
| ----- | ---- | ---------------- | ---------- |
| 1     | AUT  | Christoph Gruber | 1:58,91    |
| 2     | SUI  | Marc Kühni       | 1:59,19    |
| 3     | FRA  | Jeff Piccard     | 2:00,46    |
| 4     | ITA  | Arnold Rieder    | 2:00,63    |
| 5     | FRA  | Cédric Meilleur  | 2:00,67    |
| 6     | ITA  | Alexander Prosch | 2:00,80    |

Datum: 21. März

### Slalom
| Platz | Land | Sportler           | Zeit (min) |
| ----- | ---- | ------------------ | ---------- |
| 1     | AUT  | Florian Seer       | 1:32,12    |
| 2     | SUI  | Marco Casanova     | 1:33,81    |
| 3     | AUT  | Albert Leichtfried | 1:34,51    |
| 4     | SUI  | Bernhard Kiener    | 1:34,56    |
| 5     | ITA  | David de Costa     | 1:34,58    |
| 6     | SWE  | Johan Brolenius    | 1:34,64    |

Datum: 19. März

### Kombination
| Platz | Land | Sportler         | Punkte |
| ----- | ---- | ---------------- | ------ |
| 1     | AUT  | Christoph Gruber | 46,21  |
| 2     | ITA  | Walter Girardi   | 56,98  |
| 3     | ITA  | David de Costa   | 59,90  |

Datum: 16./21. März
Die Kombination bestand aus der Addition der Ergebnisse aus Abfahrt, Riesenslalom und Slalom.

## Frauen

### Abfahrt
| Platz | Land | Sportlerin         | Zeit (min) |
| ----- | ---- | ------------------ | ---------- |
| 1     | SUI  | Sylviane Berthod   | 1:26,23    |
| 2     | NOR  | Cecilie Larsen     | 1:26,63    |
| 3     | GER  | Elisabeth Brandner | 1:26,74    |
| 4     | AUT  | Brigitte Obermoser | 1:26,80    |
| 5     | GER  | Maren Günter       | 1:26,83    |
| 6     | AUT  | Eveline Rohregger  | 1:26,84    |

Datum: 16. März

### Super-G
Nicht ausgetragen.

### Riesenslalom
| Platz | Land | Sportlerin       | Zeit (min) |
| ----- | ---- | ---------------- | ---------- |
| 1     | SUI  | Karin Roten      | 2:02,46    |
| 2     | SWE  | Sandra Hälldahl  | 2:02,81    |
| 3     | SUI  | Catherine Borghi | 2:03,17    |
| 4     | NOR  | Gro Kvinlog      | 2:03,21    |
| 5     | ITA  | Karen Putzer     | 2:03,28    |
| 6     | NOR  | Ingrid Bjørdal   | 2:03,48    |

Datum: 20. März

### Slalom
| Platz | Land | Sportlerin       | Zeit (min) |
| ----- | ---- | ---------------- | ---------- |
| 1     | SUI  | Marlies Oester   | 1:22,12    |
| 2     | SUI  | Karin Roten      | 1:23,16    |
| 3     | NOR  | Cecilie Larsen   | 1:23,32    |
| 4     | SLO  | Alenka Dovžan    | 1:23,70    |
| 5     | SUI  | Catherine Borghi | 1:24,10    |
| 6     | GER  | Maren Günter     | 1:24,62    |

Datum: 18. März

### Kombination
| Platz | Land | Sportlerin     | Punkte |
| ----- | ---- | -------------- | ------ |
| 1     | SUI  | Marlies Oester | 21,16  |
| 2     | GER  | Maren Günter   | 36,74  |
| 3     | SLO  | Špela Bračun   | 37,72  |

Datum: 16./20. März
Die Kombination bestand aus der Addition der Ergebnisse aus Abfahrt, Riesenslalom und Slalom.

## Medaillenspiegel
| Platz | Land        | Gold | Silber | Bronze | Gesamt |
| ----- | ----------- | ---- | ------ | ------ | ------ |
| 1     | Schweiz     | 4    | 3      | 1      | 8      |
| 2     | Österreich  | 3    | 1      | 1      | 5      |
| 3     | Italien     | 1    | 1      | 2      | 4      |
| 4     | Deutschland | –    | 1      | 1      | 2      |
|       | Norwegen    | –    | 1      | 1      | 2      |
| 6     | Schweden    | –    | 1      | –      | 1      |
| 7     | Frankreich  | –    | –      | 1      | 1      |
| 7     | Slowenien   | –    | –      | 1      | 1      |